# Quadriga

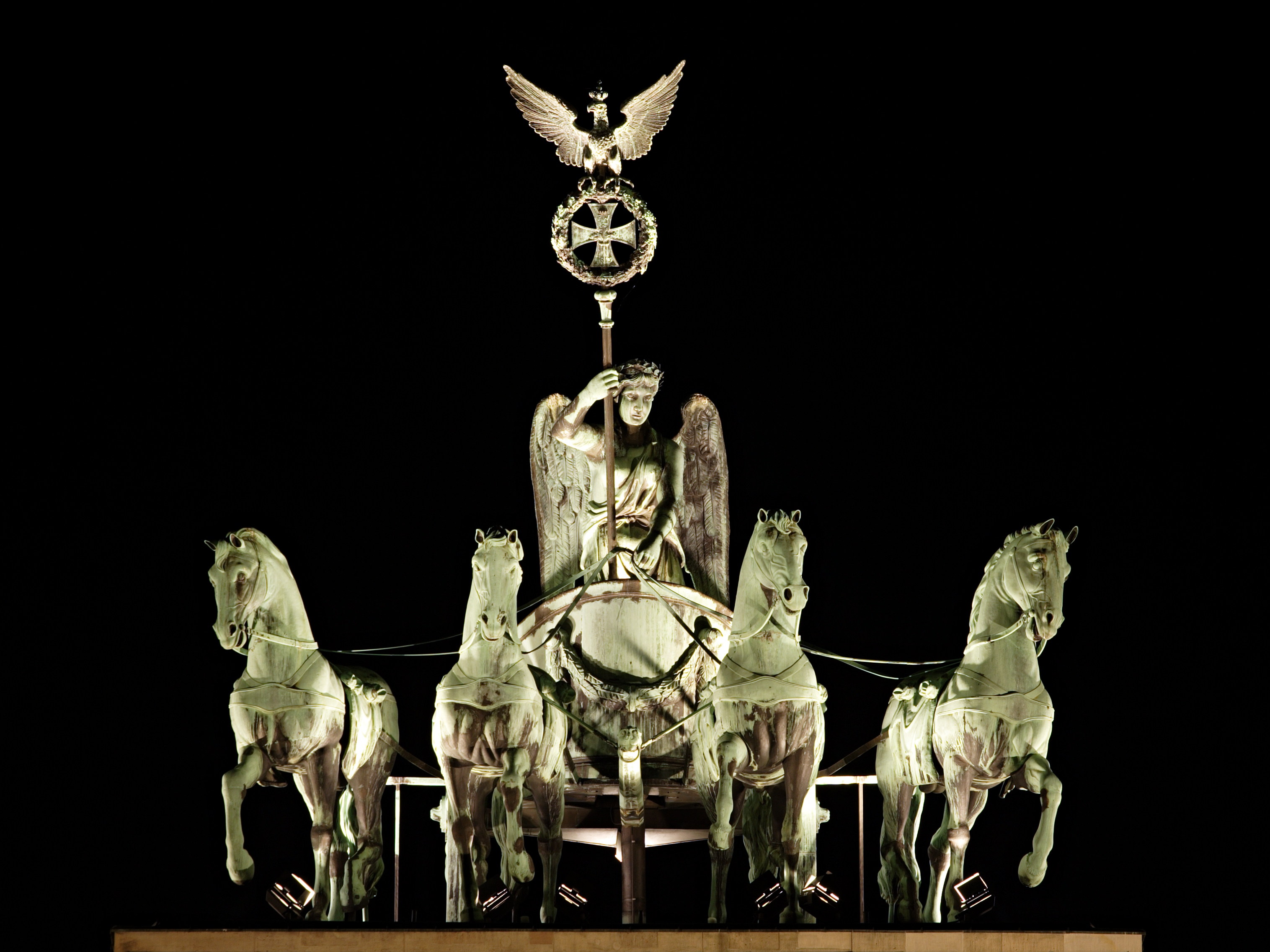
Vista notturna della quadriga sulla Porta di Brandeburgo, Berlino

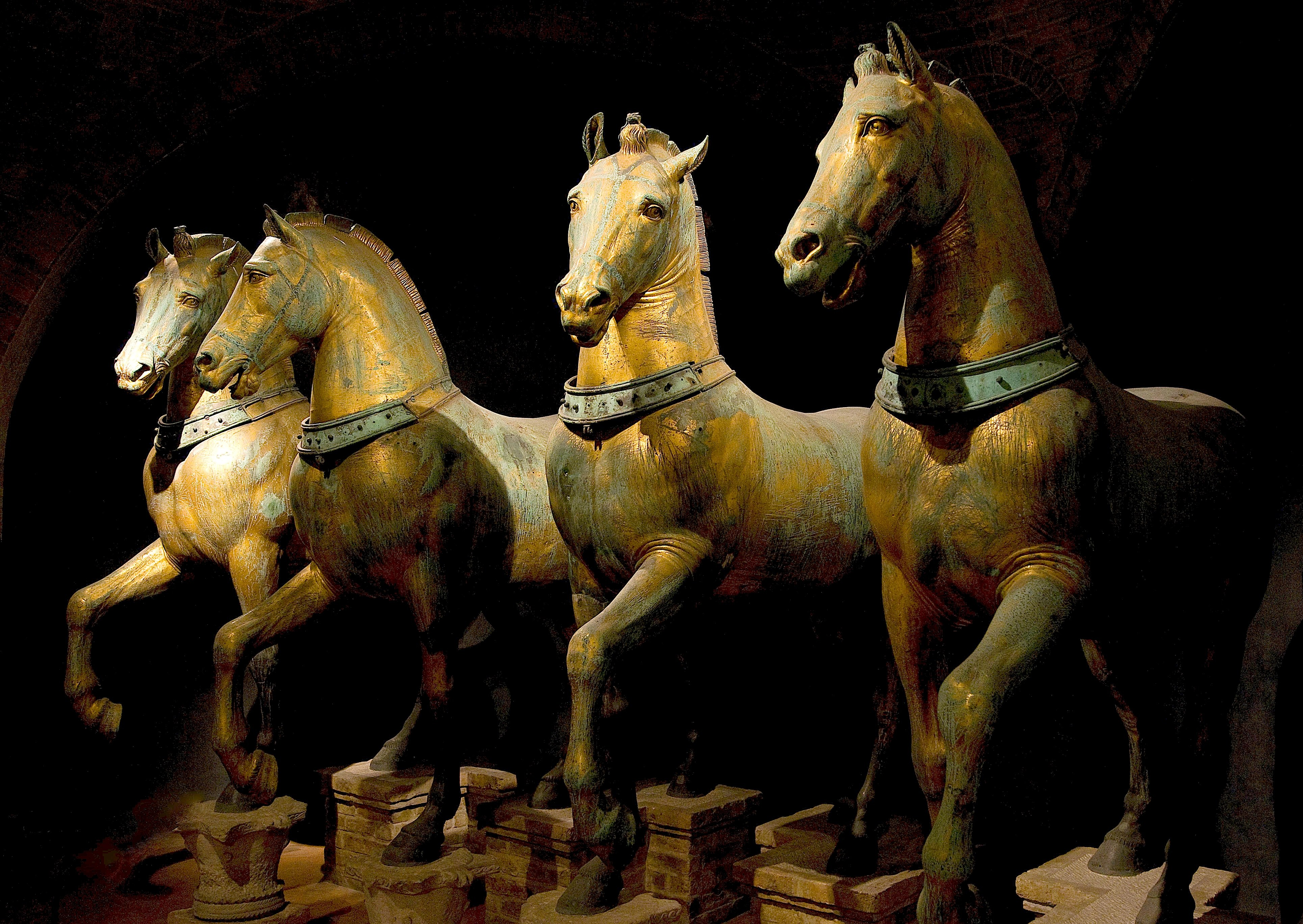
I cavalli di San Marco (oggi a Venezia), in origine nell'ippodromo di Costantinopoli. Unico esempio di quadriga romana a noi pervenuta.

La quadriga è un cocchio (o carro veloce a due ruote) trainato da quattro cavalli, guidato in vari avvenimenti dall'auriga.

## Storia
La corsa delle quadrighe (indicata come téthrippon) era una delle gare dei giochi olimpici e più tardi si tennero corse di quadrighe nei circhi. È il carro in cui sono spesso raffigurati dei ed eroi nella Grecia antica e nell'antica Roma. Il primo che sembra abbia guidato una quadriga dorata in trionfo a Roma antica, fu secondo Floro il quinto re, Tarquinio Prisco.

## Iconologia
Il dio Apollo guida nel cielo una quadriga che rappresenta il carro del Sole.
La quadriga è più frequentemente rappresentata di profilo, mentre successivamente compaiono anche viste frontali. Soprattutto in epoca romana diventa un tradizionale simbolo del trionfo o della vittoria e della fama e come tale compare spesso nelle raffigurazioni imperiali, come ad esempio nei gruppi scultorei che venivano innalzati sopra gli archi trionfali. L'uso è proseguito anche negli archi di trionfo moderni.